# Robert Remak

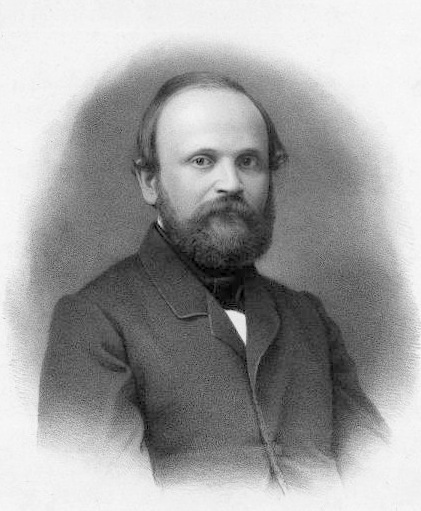

Robert Remak (26 de Julho de 1815 - 29 de Agosto de 1865) foi um embriologista, fisiogista e neurologista alemão. 
Aluno de Johannes Peter Müller na Universidade de Berlim, licencia-se em Medicina no ano de 1837. Remak especializa-se em neurologia, mas é especialmente célebre na história da embriologia por haver reduzido o número dos quatro folhetos embrionários descritos por Karl Ernst von Baer a três: ectoderme, mesoderme e endoderme. Foi também o descobridor das fibras nervosas amielínicas e das células nervosas do coração, hoje chamadas gânglios de Remak. 
Como judeu, tevo constantes problemas com o seu posto como professor na universidade, pois nessa altura não era permitido a judeus o exercício do ensino. 
O seu filho, Ernst Remak, foi também um renomado neurologista e o seu neto foi o matemático Robert Remak, que morreu numa das deportações para Auschwitz, em 1942.